# Adrian Aucoin
Pour les articles homonymes, voir Aucoin.
Adrian Aucoin, né le 3 juillet 1973 à Ottawa, dans la province de l'Ontario au Canada, est un joueur professionnel canadien de hockey sur glace. Il évolue au poste de défenseur.

## Biographie

### Origines
Son père est un militaire acadien, tandis que sa mère est ukrainienne. La famille est revenue vivre au Cap-Breton, en Nouvelle-Écosse.

### Carrière en club
Adrian Aucoin est repêché en 5e ronde, 117e rang au total, par les Canucks de Vancouver lors du repêchage d'entrée de 1992. Avec eux, il s'établit comme une menace offensive importante, particulièrement sur l'avantage numérique. Toutefois, il faut attendre sa quatrième saison avec l'équipe pour que cela devienne évident, alors qu'il passe de 3 buts en 1997-1998 à 23 la saison suivante, dont 18 en avantage numérique, soit un de moins que le record détenu par Denis Potvin (record égalé depuis par Sheldon Souray 2006-2007). En plus de diriger les défenseurs de la ligue au chapitre des buts au total ainsi que des buts en avantage numérique dans la saison 1998-1999, Aucoin a mené tous les défenseurs au chapitre des buts en désavantage numérique avec 2 buts et des buts gagnants avec 3 buts.
Toutefois, après une saison et demie, la production offensive d'Aucoin chute à 3 buts en 47 matchs en 2000-2001. Le 7 février 2001, il  est échangé aux Lightning de Tampa Bay avec un choix de deuxième ronde pour le repêchage d'entrée de 2001 en retour du gardien de but Dan Cloutier. Il a seulement joué 26 matchs en saison régulière avec Tampa Bay avant d'être échangé à nouveau durant l'été avec Aleksandr Kharitonov aux Islanders de New York en retour de Mathieu Biron et d'un choix de deuxième ronde au repêchage de 2002.

## Statistiques

### En club
| Saison     | Équipe                   | Ligue         |       | Saison régulière | Saison régulière | Saison régulière | Saison régulière | Saison régulière |   | Séries éliminatoires | Séries éliminatoires | Séries éliminatoires | Séries éliminatoires | Séries éliminatoires |
| Saison     | Équipe                   | Ligue         | PJ    | B                | A                | Pts              | Pun              | PJ               | B | A                    | Pts                  | Pun                  |                      |                      |
| 1991-1992  | Terriers de Boston       | NCAA          | 33    | 2                | 10               | 12               | 62               | -                | - | -                    | -                    | -                    |                      |                      |
| 1992-1993  | Équipe Canada            | International | 42    | 8                | 10               | 18               | 71               | -                | - | -                    | -                    | -                    |                      |                      |
| 1993-1994  | Équipe Canada            | International | 63    | 5                | 12               | 17               | 82               | -                | - | -                    | -                    | -                    |                      |                      |
| 1993-1994  | Canucks de Hamilton      | LAH           | 13    | 1                | 2                | 3                | 19               | 4                | 0 | 2                    | 2                    | 6                    |                      |                      |
| 1994-1995  | Crunch de Syracuse       | LAH           | 71    | 13               | 18               | 31               | 52               | -                | - | -                    | -                    | -                    |                      |                      |
| 1994-1995  | Canucks de Vancouver     | LNH           | 1     | 1                | 0                | 1                | 0                | 4                | 1 | 0                    | 1                    | 0                    |                      |                      |
| 1995-1996  | Crunch de Syracuse       | LAH           | 29    | 5                | 13               | 18               | 47               | -                | - | -                    | -                    | -                    |                      |                      |
| 1995-1996  | Canucks de Vancouver     | LNH           | 49    | 4                | 14               | 18               | 34               | 6                | 0 | 0                    | 0                    | 2                    |                      |                      |
| 1996-1997  | Canucks de Vancouver     | LNH           | 70    | 5                | 16               | 21               | 63               | -                | - | -                    | -                    | -                    |                      |                      |
| 1997-1998  | Canucks de Vancouver     | LNH           | 35    | 3                | 3                | 6                | 21               | -                | - | -                    | -                    | -                    |                      |                      |
| 1998-1999  | Canucks de Vancouver     | LNH           | 82    | 23               | 11               | 34               | 77               | -                | - | -                    | -                    | -                    |                      |                      |
| 1999-2000  | Équipe Canada            | International | 2     | 0                | 0                | 0                | 2                | -                | - | -                    | -                    | -                    |                      |                      |
| 1999-2000  | Canucks de Vancouver     | LNH           | 57    | 10               | 14               | 24               | 30               | -                | - | -                    | -                    | -                    |                      |                      |
| 2000-2001  | Canucks de Vancouver     | LNH           | 47    | 3                | 13               | 16               | 20               | -                | - | -                    | -                    | -                    |                      |                      |
| 2000-2001  | Lightning de Tampa Bay   | LNH           | 26    | 1                | 11               | 12               | 25               | -                | - | -                    | -                    | -                    |                      |                      |
| 2001-2002  | Islanders de New York    | LNH           | 81    | 12               | 22               | 34               | 62               | 7                | 5 | 2                    | 7                    | 4                    |                      |                      |
| 2002-2003  | Islanders de New York    | LNH           | 73    | 8                | 27               | 35               | 70               | 5                | 1 | 2                    | 3                    | 4                    |                      |                      |
| 2003-2004  | Islanders de New York    | LNH           | 81    | 13               | 31               | 44               | 54               | 5                | 0 | 0                    | 0                    | 6                    |                      |                      |
| 2004-2005  | MODO Hockey              | Elitserien    | 14    | 2                | 4                | 6                | 32               | 6                | 1 | 0                    | 1                    | 16                   |                      |                      |
| 2005-2006  | Blackhawks de Chicago    | LNH           | 33    | 1                | 5                | 6                | 38               | -                | - | -                    | -                    | -                    |                      |                      |
| 2006-2007  | Blackhawks de Chicago    | LNH           | 59    | 4                | 12               | 16               | 50               | -                | - | -                    | -                    | -                    |                      |                      |
| 2007-2008  | Flames de Calgary        | LNH           | 76    | 10               | 25               | 35               | 37               | 7                | 0 | 3                    | 3                    | 4                    |                      |                      |
| 2008-2009  | Flames de Calgary        | LNH           | 81    | 10               | 24               | 34               | 46               | 6                | 2 | 1                    | 3                    | 2                    |                      |                      |
| 2009-2010  | Coyotes de Phoenix       | LNH           | 82    | 8                | 20               | 28               | 56               | 7                | 0 | 2                    | 2                    | 10                   |                      |                      |
| 2010-2011  | Coyotes de Phoenix       | LNH           | 75    | 3                | 19               | 22               | 52               | 4                | 0 | 0                    | 0                    | 2                    |                      |                      |
| 2011-2012  | Coyotes de Phoenix       | LNH           | 64    | 2                | 7                | 9                | 42               | 11               | 0 | 2                    | 2                    | 10                   |                      |                      |
| 2012-2013  | Blue Jackets de Columbus | LNH           | 36    | 0                | 4                | 4                | 16               | -                | - | -                    | -                    | -                    |                      |                      |
| Totaux LNH | Totaux LNH               | Totaux LNH    | 1 108 | 121              | 278              | 399              | 793              | 62               | 6 | 15                   | 21                   | 44                   |                      |                      |

### En équipe nationale
| Année | Compétition                 |   | PJ | B | A | Pts | Pun               |  | Résultat |
| 1993  | Championnat du monde junior | 7 | 0  | 1 | 1 | 8   | Médaille d'or     |  |          |
| 1994  | Jeux olympiques             | 4 | 0  | 0 | 0 | 2   | Médaille d'argent |  |          |
| 2000  | Championnat du monde        | 9 | 3  | 3 | 6 | 14  | 4e place          |  |          |